# مطار معيتيقة الدولي
مطار معيتيقة الدولي (إياتا: MJI، إيكاو: HLLM) هو مطار دولي وقاعدة جوية عسكرية، يقع المطار في العاصمة طرابلس، ويشغل رحلات جوية داخلية ودولية، ورحلات للإسعاف الجوي، ورحلات أخرى للطيران الخاص. ويعتبر مركز عمليات للخطوط الجوية الليبية والخطوط الجوية الأفريقية، وطيران البراق، والأجنحة الليبية.
بعد إغلاق مطار طرابلس الدولي في عام 2014 بسبب تعرضه لأضرار كبيرة نتيجة الحرب الأهلية الليبية، أصبح مطار معيتيقة الدولي هو المطار الوحيد الذي يخدم مدينة طرابلس.

## تاريخ

### السنوات الأولى
تم بناء المطار أساساً في عام 1923 من قبل القوات الجوية الإيطالية والتي كانت تحتل ليبيا، ليعرف باسم (قاعدة الملاّحة الجوية) أو (الملاّحة). فيما تم بناء حلبة سباقات حول القاعدة وبحيرة الملاحة لتصبح لاحقاً في 1933 مقر جائزة طرابلس الكبرى لسباقات السيارات.
استخدمت المطار والقاعدة القوات الجوية الألمانية خلال الحرب العالمية الثانية في معركة شمال أفريقيا، واستخدمتها القوات الجوية الأمريكية بدأ من يناير 1943، ليعاد في 1945 تسميتها باسم قاعدة ويلس العسكرية (بالإنجليزية Wheelus Air Base). وبعد استقلال ليبيا والتي كانت دولة فقيرة تعتمد على المساعدات الخارجية ظلت القاعدة مستخدمة من قبل الولايات المتحدة وحوت سكن ومنشآت ضخمة لتواجد أكثر من 4600 أمريكي. ووصفها سفير سابق للولايات المتحدة الأمريكية في ليبيا بكونها «أمريكا مصغرة على ضفاف البحر المتوسط..»
في الستينيات فقدت القاعدة أهميتها الاستراتيجية وذلك لتطور الصواريخ النووية، إلا أنها استمرت مركزا مهما للتدريبات. وقبل نهاية الستينيات توصلت الولايات المتحدة وحكومة المملكة الليبية لاتفاق لتسليم القاعدة للسلطات الليبية. وهو ماتم حسب الاتفاق المعد آنذاك في 11 يونيو 1970 بعد الانقلاب الذي أتى بمعمر القذافي للحكم.
تم تغير اسم القاعدة إلى (قاعدة عقبة بن نافع الجوية)، ثم إلى إلى (قاعدة معيتيقة الجوية) نسبة إلى طفلة ليبية تقطن بجوار القاعدة ماتت إثر سقوط طائرة أمريكية فوق منزلها.
في 16 أبريل 1986 تعرضت القاعدة لقصف أمريكي بطائرات حربية في أثناء الغارة الأمريكية على ليبيا والتي استهدفت مواقع في مدينتي طرابلس وبنغازي، وقتل وجرح فيها العشرات، وأطلق عليها في الولايات المتحدة اسم «عملية إلدورادو كانيون» (بالإنجليزية: Operation El Dorado Canyon)، وفي عام 1995 بدأ استخدام القاعدة العسكرية كمطار مدني تحت اسم «مطار معيتيقة الدولي» للرحلات الداخلية وبعض الرحلات الدولية (عانت ليبيا حصارًا جويًا فرضته الأمم المتحدة خلال التسعينات) ولاستقبال القادة الأجانب.

### بعد 2014
خلال الحرب الأهلية الليبية، وبعد سقوط نظام القذافي وتداعي المؤسسات الأمنية والعسكرية في ليبيا. تعرض مطار طرابلس الدولي للقصف بشكل كبير مما نتج عنه تدمير الصالات الخاصة بالمسافرين، وتضرر العديد من الطائرات التي كانت به مما جعله غير صالح للإستعمال وتوقف العمل فيه وأصبحت بذالك طرابلس بدون مطار، مما جعل السلطات تقوم بفتح مطار معيتيقة ليتم إستخدامه من طرف شركات الطيران وتشغيل الرحلات الجوية المدنية به بعدما كان المطار في السابق مخصصاً فقط للرحلات العسكرية.

## شركات الطيران
| الشركات                 | الوجهات (آخر تحديث:أكتوبر 2023)                                                                |
| ----------------------- | ---------------------------------------------------------------------------------------------- |
| الخطوط الجوية الليبية   | بنغازي - الكفرة - تونس - صفاقس - الإسكندرية - القاهرة - عمان - إسطنبول - نيامي - جدة - الخرطوم |
| الخطوط الجوية الأفريقية | بنغازي - سبها - الإسكندرية - القاهرة - تونس - إسطنبول -عمان                                    |
| الأجنحة الليبية         | تونس - إسطنبول - سبها - غات                                                                    |
| سماءالمتوسط للطيران     | إسطنبول - تونس -روما - مالطا - سبها                                                            |
| طيران البراق            | الإسكندرية - إسطنبول - بنغازي                                                                  |
| طيران العالمية          | تونس - بنغازي - البيضاء                                                                        |
| برنيق للطيران           | بنغازي - البيضاء - طبرق - جدة                                                                  |
| غدامس للطيران           | إسطنبول - تونس                                                                                 |
| طيران النفط             | مرسى البريقة - رأس لانوف - حقل الفيل - حقل أبو الطفل - حقل الشرارة - حقل الوفاء                |
| ليبيا للطيران           | حقل جالو - حقل السماح - حقل الحمادة- حقل السدرة - حقل مسلة                                     |
| الخطوط التونسية         | تونس                                                                                           |
| الخطوط التونسية السريعة | صفاقس - جربة                                                                                   |
| مصر للطيران             | القاهرة                                                                                        |
| أويا للطيران            | إسطنبول - جدة- دبي- سبها - تونس - غات - طبرق                                                   |

## أحداث
- نونبر 2014: تم إغلاق المطار وفرض حظر جوي فوق طرابلس ونقل جميع الرحلات إلى مطار مصراتة الدولي، هذا القرار جاء بعدما تم قصف مطار معيتيقة مرتين في أقل من 24 ساعة.

- فبراير 2019: تفاجأ المسافرون بظهور غزال مها على حزام الأمتعة لرحلة داخلية تربط بين مطار معيتيقة ومطار غات، وقد إستنكر العديد من المُسافرون هذا الحادث.[7]